# Bandiera autonoma daur di Morin Dawa
La bandiera autonoma daur di Morin Dawa (莫力达瓦达斡尔族自治旗S, Mòlì Dáwǎ Dáwò'ěrzú ZìzhìqíP) è una bandiera della Mongolia Interna, regione autonoma della Cina. Essa è amministrata dalla prefettura di Hulunbuir.